# Avery Creek (Karolina Północna)
Avery Creek – jednostka osadnicza w Stanach Zjednoczonych, w stanie Karolina Północna, w hrabstwie Buncombe.